# Aart & Ton
Aart & Ton is een cabaretiers- en tekstdichtersduo, bestaande uit Aart Terpstra (Amsterdam, 5 december 1955) en Ton Schuringa (Haarlem, 4 mei 1956), dat vanaf 1975 cabaretteksten en light verse schrijft.
Het duo treedt vanaf 1976 op met liedjes-en-gedichtenprogramma's. Aart Terpstra componeerde (en arrangeerde) hiervoor meer dan 300 nummers. Aart & Ton produceerden tot 1983 een aantal avondvullende voorstellingen ter uitvoering door (voormalige) leden van Jongerenkoor Geuzenveld (1971-1978). Uit de laatste voorstelling uit deze reeks (De maat is vol!) kwam cabaretgroep 4/4 MAAT voort. Naast Aart & Ton maakten Mark de Graaff (piano) en Ad Huysmans (dwarsfluit) hier deel van uit. 4/4 MAAT deed in 1984 mee aan het Leids Cabaret Festival met het korte programma De brandende brug  en kwam hiermee in de finale. De cabaretgroep werd (met enkele personeelswisselingen: zonder Mark de Graaff, maar met Peer Engels, Karel Glastra van Loon en Michiel Pam) omgedoopt in Herenakkoord. Deze groep deed in 1989 mee aan het Camerettenfestival, het jaar dat ook Jaap Mulder en André Manuel deelnamen. Weer kwam de groep in de finale. Herenakkoord toerde met twee avondvullende programma's (Schijnzwanger en Menens) door het land, tot eind 1994. Daarna vormden Aart & Ton, Peer en Karel een los-vast-verband dat uiteenlopende televisie- en videoproducties schreef, produceerde en uitvoerde. Waar Karel en Peer voor het proza kozen, werden Aart & Ton opnieuw gegrepen door de poëzie. In 2000 begonnen zij Versopmaat, website voor gedichten op bestelling. Sindsdien schrijven ze geregeld pleziergedichten en gelegenheidsliederen, en werken ze (sinds 2001) gestaag aan het megaproject De geschiedenis van de mensheid (op rijm). In januari 2010 verscheen het studioalbum 't Is feest.

## Programma's (selectie)
- Weinig geld maakt niet gelukkig (1976 - musical)
- Niet voor inwendig gebruik (1976-1978, met Trio 2/3)
- Camelotgevallen (1977-1978 - opera)
- De Show van A tot Z  (1978-1979 - cabaretrevue)
- Liedjes van Aart & Ton (1979-1982)
- De maat is vol! (1983-1984, met 4/4 MAAT)
- Knoeiboel (1988-1989, met Herenakkoord)
- Schijnzwanger (1989-1992, met Herenakkoord)
- Op het tweede gezicht (1992, met Herenakkoord)
- Menens (1993-1994, met Herenakkoord)

## Overige activiteiten (selectie)
- Het monster van Loch Ree (1978 - hoorspel)
- Ontmoetingen met minderheden (1979 - verhalenbundel - AABN)
- Waar blijft de tijd? (1979 - hoorspel)
- Binnenpret & buiten regen (1978-1980 - wekelijkse radiorubriek)
- Honderduit (1983 - dichtbundel - Le Petit Chien)
- De fiets van Yolanda (1995 - hoorspelsoap)
- Ondertussen (1998-1999 - sketchesprogramma)
- Sprookjes (2000-2003 - videoproducties in opdracht)
- Waarin een Houdijk niet misstaat (2004 - portfolio met 24 gedichten - Shoot the Moon)
- Versopmaat (2000-nu - gedichten op bestelling)
- De geschiedenis van de mensheid (op rijm) (2001-nu)

## Discografie

### Albums
- 't Is feest (2010 - Shoot the Moon Records)

## Prijzen
- Finaleplaats Leids Cabaret Festival (1984 - als 4/4 MAAT)
- Finaleplaats Camerettenfestival (1989 - als Herenakkoord)